# 察贝尔
察贝尔或扎贝尔（Zabel）是一个姓氏，可能指：

## 德国
- 安德斯·察贝尔，演员和滑稽艺术家
- 阿尔伯特·察贝尔，作曲家和竖琴演奏家
- 安德烈亚斯·察贝尔，摔跤手
- 亚瑟·察贝尔，工会会员和政治家
- 奥古斯特·察贝尔，今天格拉察贝尔体育馆的创始人
- 贝诺·察贝尔，法学家
- 克里斯蒂安·察贝尔，记者和媒体经济学家
- 德特勒夫·察贝尔，自行车手
- 埃尔弗里德·察贝尔，家庭主妇和纳粹战时正义的受害者
- 埃里克·察贝尔（英语：Erik Zabel），公路自行车赛车手、里克·察贝尔之父
- 尤金·察贝尔，作家和记者
- 弗兰克·察贝尔（荷兰语：Frank Zabel），作曲家、音乐教育家和钢琴家
- 金特·察贝尔，教育家和国家政治家
- 海德·雷策帕-察贝尔，艺术史学家、专家
- 赫尔曼·察贝尔，植物学家
- 赫尔曼·察贝尔 (日耳曼学者)，日耳曼学者
- 约翰·察贝尔，律师、市长
- 卢西安·察贝尔，商业艺术家
- 曼弗雷德·察贝尔，新教神学家、社会伦理学家和神学人类学家
- 马克·察贝尔，短划皮划艇和冲浪运动员
- 里克·察贝尔（英语：Rick Zabel），公路自行车赛车手，埃里克·察贝尔之子
- 鲁道夫·察贝尔，记者、作家和探险家
- 沃纳·察贝尔，眼科医生和替代医学专家
- 察贝尔·奥塞伯恩（英语：Zabel Oseborn），施特拉尔松德的市长

## 美国
- 布莱斯·扎贝尔（英语：Bryce Zabel），电视制片人、导演、作家和演员
- 卡尔·扎贝尔（英语：Carl Zabel），商人和制造商
- 大卫·扎贝尔（英语：David Zabel），电视制片人和作家
- 吉姆·扎贝尔（英语：Jim Zabel），体育广播公司
- 乔·扎贝尔（英语：Joe Zabel），漫画家
- 迈克尔·扎贝尔（英语：Michael Zabel），政治人物
- 莫顿·道文·扎贝尔（英语：Morton Dauwen Zabel），学术和文学评论家
- 莎拉·E·扎贝尔（英语：Sarah E. Zabel），政府官员
- 史蒂夫·扎贝尔（英语：Steve Zabel），足球运动员
- 沃尔特·L·扎贝尔（英语：Walter L. Zabel），政治人物
- 威廉·察贝尔（義大利語：Wilhelm Zabel），体操运动员
- 齐普·扎贝尔（英语：Zip Zabel），棒球投手
- 内莉·扎贝尔·威尔海特（英语：Nellie Zabel Willhite），飞行员

## 其它国家
- 博扬·扎贝尔（英语：Bojan Zabel），律师
- 伊戈尔·扎贝尔（英语：Igor Zabel），斯洛文尼亚艺术史学家、策展人、作家和散文家
- 马泰亚·科斯·扎贝尔，斯洛文尼亚艺术史学家、博物馆学家
- 罗热·扎贝尔（法语：Roger Zabel），法国电视记者和动画师

|  | 本页或本分段罗列了姓氏为「察贝尔」的人物。 如果是一个指代特定个人的内链将您引导到本页，請考慮修正該人物的名字以將链接指向正確的條目。 |